# Asobara japonica
Asobara japonica är en stekelart som beskrevs av Sergey A. Belokobylskij 1998. Asobara japonica ingår i släktet Asobara och familjen bracksteklar. Inga underarter finns listade.